# NGC 1479
NGC 1479 is een niet-bestaand object in het sterrenbeeld Eridanus. Het hemelobject werd in 1886 ontdekt door de Amerikaanse astronoom Frank Muller.